# Mimi Morales
Mimi Morales  (Cartagena, Kolumbia, 1976. április 7. –) kolumbiai színésznő.

## Élete és pályafutása
1976. április 7-én született Cartagenában. 2001-ben szerepet kapott a Historia de Hombresben. 2008-ban Altagracia szerepét játszotta a Doña Bárbara című telenovellában. 2010-ben Lucy szerepét játszotta A szerelem diadala című sorozatban a Televisánál. 2013-ban Carolinát alakította a Fortuna című telenovellában.

## Filmográfia

### Televízió
| Év         | Cím                                          | Szerep               | TV stúdió          |
| ---------- | -------------------------------------------- | -------------------- | ------------------ |
| 2014       | Fiorella (Muchacha italiana viene a casarse) | Sonia de Ángeles     | Televisa           |
| 2014       | La Impostora                                 | Karina               | Telemundo-Argos    |
| 2013       | Fortuna                                      | Carolina Gil Ledesma | Argos              |
| 2010-2011  | A szerelem diadala (Triunfo del amor)        | Lucy                 | Televisa           |
| 2009-2010  | Bella Calamidades                            | Esperanza Capurro    | R.T.I.-Telemundo   |
| 2008-2009  | Doña Bárbara                                 | Altagracia           | R.T.I.-Telemundo   |
| 2005       | Mujeres asesinas                             |                      | RCN                |
| 2007- 2008 | La marca del deseo                           | María Soledad        | RCN                |
| 2007       | Así es la vida                               |                      | Telefutura         |
| 2006       | Así es la vida                               |                      | Telefutura         |
| 2005-2006  | Juegos prohibidos                            | Lucia                | RCN                |
| 2005       | Enigmas del más allá                         |                      | Telecolombia       |
| 2005       | Amor de mis amores                           | Lady                 | Telecolombia       |
| 2004       | Me amarás bajo la lluvia                     |                      | Telecolombia       |
| 2003       | Expedientes                                  |                      | Telecolombia       |
| 2001       | Amor a mil                                   |                      | Caracol Televisión |
| 2001       | Historia de hombres                          |                      | Caracol Televisión |